# Nithard van Luik
Nithard was van 1038 tot 1042 de 23e bisschop van Luik.

## Leven
Nithard was de neef van de vorige bisschop Reginhard van Luik en werd in 1038 bisschop van Luik, nadat de verkozen Waso had geweigerd dit ambt op te nemen (deze werd later alsnog bisschop).
Hij stichtte in de stad Luik twee parochiekerken, namelijk de Sint-Thomaskerk en Sint-Remigiuskerk. In 1049 verkreeg hij van keizer Hendrik III het Graafschap Haspinga.
Hij overleed op 24 augustus 1042 en werd in de Sint-Lambertuskathedraal in Luik begraven.